# Faith Hill
Faith Hill, pseudonimo di Audrey Faith McGraw, nata Perry (Jackson, 21 settembre 1967), è una cantante country statunitense.
Nominata come la miglior Adult Contemporary Artist del decennio 2000, è tra gli artisti country di maggior successo, avendo venduto più di 40milioni di album in tutto il mondo. Durante la carriera ha vinto cinque Grammy Award, 15 Academy of Country Music Awards, sei American Music Award e molti altri premi.
Nel 2001, è stata nominata una delle "30 donne più potenti in America" dal Ladies' Home Journal. Nel 2009, Billboard l'ha nominata come l'artista numero uno tra gli Adult Contemporary Artist  e sempre al primo posto del decennio 2000, oltre che la 39ª migliore artista nella classifica generale. Nel 2019, Hill riceve una stella sulla Hollywood Walk of Fame.
Il suo Soul2Soul II Tour del 2006, con il marito Tim McGraw, è diventato uno dei tour country con il più alto incasso di tutti i tempi, circa 140 milioni di dollari.

## Biografia
Faith nasce a Ridgeland, a nord di Jackson, Mississippi. Viene adottata dopo dieci giorni dalla nascita e riceve il nome di Audrey Faith Perry.  I suoi genitori adottivi, Ted ed Edna Perry, la crescono insieme ai loro due figli biologici in un devoto ambiente cristiano, nel piccolo insediamento di Star, a 20 miglia da Jackson.

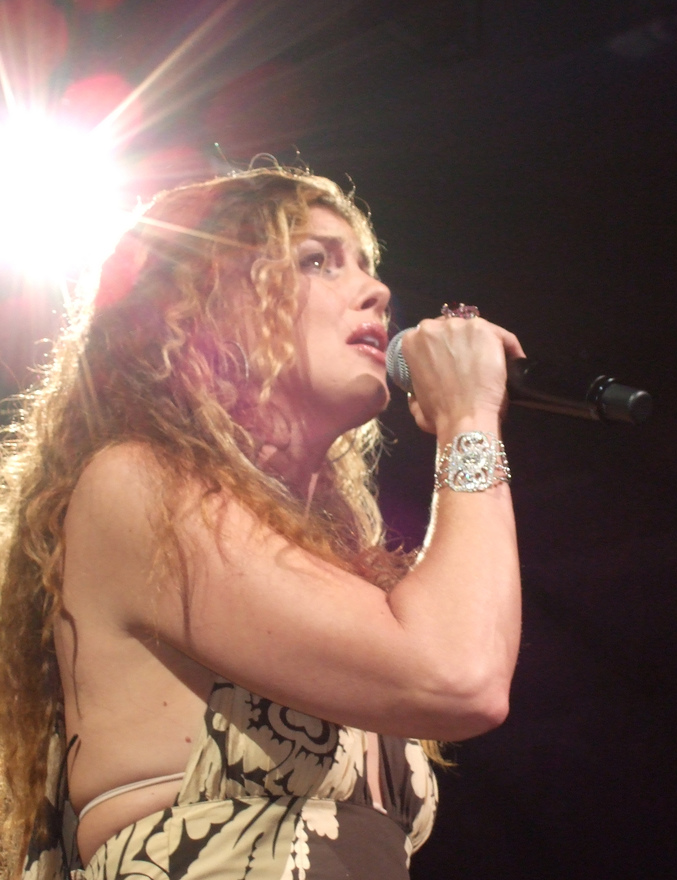
Faith Hill nel 2006

A 19 anni lascia il college per trasferirsi a Nashville, capitale della musica country  e inseguire il suo sogno di diventare una cantante country. Nei suoi primi giorni di permanenza nella città sostiene una audizione come vocalist di Reba McEntire, ma viene scartata. Lavora, tra l'altro come cameriera e in un fast food. Si sposa per la prima volta nel 1989 a 22 anni con il produttore Daniel Hill, da cui prenderà il cognome.
Nello stesso anno firma un contratto con la Warner Bros. e lancia il suo primo album Take Me as I Am. Dopo due anni torna con It Matters to Me. Nel 1996, dopo aver divorziato, sposa il cantante country Tim McGraw. La coppia ha tre figlie. I primi album della sua carriera sono strettamente country e, nonostante i successi dei primi singoli, si capisce subito che la musica country le sta stretta poiché costringe la sua carriera entro i confini nazionali.
Nel 1998 esce il suo terzo album Faith da cui si percepisce un suono orientato verso la musica pop. Il disco raggiunge la settima posizione in classifica ed è un successo. Nel 1999 tutto si ripete: Faith lancia sul mercato internazionale il suo quarto album Breathe che raggiunge la prima posizione negli USA e nel mondo vendendo oltre dodici milioni di copie, ottenendo ben 8 nomination per i Grammy Awards e riuscendo ad ottenere un posto nella classifica della RIAA come uno dei 100 album più venduti nella storia della musica.
Durante quel periodo si scatena l'ira dei primi fan di Faith che si sentono traditi per il suo cambiamento e l'accusano di ingratitudine nei confronti del tipo di musica che l'ha resa famosa. Nel 2001 il disco arriva anche in Italia insieme ad un numero cospicuo di hit come Breathe, The Way You Love Me e This Kiss. Nell'inverno dello stesso anno Faith lancia la sua prima collezione, There You'll Be, nome tratto dal primo singolo dell'album.
L'anno successivo è la volta di Cry prodotto in collaborazione con Angie Aparo che raggiunge la vetta negli USA. Nel 2005 ha lanciato Fireflies, l'album che segna il ritorno alla musica country. Quest'ultimo disco ha venduto oltre 2 milioni di copie solo negli Stati Uniti, eguagliando così le vendite del discusso Cry. Faith può essere ascoltata nel disco Let It Go del marito Tim McGraw in ben due canzoni: I Need You e Shotgun Rider. Nel 2007, sono usciti due singoli intitolati Lost e Red Umbrella, ascoltabili anche sul suo sito, che anticipano l'uscita della collezione The Hits, out il 28 settembre.
Lo scorso 6 dicembre, la canzone I Need You, duetto con Tim McGraw, è stata nominata per due Grammy Awards allo show del 10 febbraio 2008 ma non ha vinto. Il 16 settembre 2008 è stato pubblicato il suo primo album natalizio intitolato Joy to the World.

## Discografia

### Album in studio
- 1993 - Take Me as I Am
- 1995 - It Matters to Me
- 1998 - Faith
- 1999 - Breathe
- 2002 - Cry
- 2005 - Fireflies
- 2008 - Joy to the World
- 2017 - The Rest of Our Life (con Tim McGraw)

### Raccolte
- 1996 - Piece of My Heart
- 2001 - There You'll Be
- 2007 - The Hits
- 2016 - Deep Tracks

### Singoli
- 1993 - Wild One
- 1994 - Piece of My Heart
- 1994 - But I Will
- 1994 - Take Me as I Am
- 1995 - Let's Go to Vegas
- 1995 - It Matters to Me
- 1996 - Someone Else's Dream
- 1996 - You Can't Lose Me
- 1996 - I Can't Do That Anymore
- 1997 - Who I Am
- 1998 - This Kiss
- 1998 - Just to Hear You Say That You Love Me (feat. Tim McGraw)
- 1998 - Let Me Let Go
- 1999 - Love Ain't Like That
- 1999 - The Secret of Life
- 1999 - Breathe
- 2000 - The Way You Love Me
- 2000 - Let's Make Love (feat. Tim McGraw)
- 2001 - If My Heart Had Wings
- 2001 - There You'll Be
- 2001 - Breathe (remix)
- 2002 - Cry
- 2003 - When the Light Go Down
- 2003 - One
- 2003 - You're Still Here
- 2003 - Baby You Belong
- 2005 - Mississippi Girl
- 2005 - Like We Never Loved at All
- 2006 - The Lucky One
- 2006 - Sunshine and Summertime
- 2006 - Stealing Kisses
- 2007 - Lost
- 2007 - Red Umbrella
- 2011 - Come Home
- 2012 - American Heart
- 2017 - Speak to a Girl (con Tim McGraw)
- 2017 - The Rest of Our Life (con Tim McGraw)

## Filmografia

### Cinema
- La donna perfetta (The Stepford Wives), regia di Frank Oz (2004)
- Dixieland, regia di Hank Bedford (2015)

### Televisione
- Il tocco di un angelo (Touched by an Angel) – serie TV, 1 episodio (1997)
- Terra promessa (Promised Land) – serie TV, 1 episodio (1997)
- Yellowstone – serie TV, episodio 4x08 (2021)
- 1883 regia di Taylor Sheridan, Ben Richardson e Christina Alexandra Voros – miniserie TV (2021-2022)